# National Soccer League 1986
La National Soccer League 1986 fue la décima temporada de la National Soccer League, la liga de fútbol profesional en Australia. Desde 1977, la Federación de Fútbol de Australia (FFA) estuvo al frente de la organización. Se disputó hasta 2004, para darle paso a la A-League (llamada Hyundai A-League), que comenzó en la temporada 2005-06. En esta competición participaron 24 clubes, de los cuales, 12 conformaron la conferencia Norte y el resto la conferencia Sur.
Durante la etapa clasificatoria el Sydney Croatia obtuvo el mejor puntaje al terminar con 32 puntos y 43 goles a favor, la mejor marca para un club en todo el certamen. Mientras tanto, el Brunswick Juventus ocupó el primer lugar en la conferencia Sur con 28 puntos y 37 goles, la segunda mejor marca del torneo.
En la conferencia norte se clasificaron los 5 mejores equipos a unas rondas eliminatorias, siendo el Sydney Olympic el finalista. En la conferencia sur el Adelaide City fue el segundo finalista. Ambos se enfrentaron en dos ocasiones: la primera el 12 de octubre de 1986 con victoria para el Sydney Olympic por un gol a cero, y en el segundo y definitivo encuentro el Adelaide City ganó por tres goles a uno.
En cuanto a los premios de la competición, el futbolista con más goles fue Graham Arnold del Sydney Croatia con 15 goles, Drago Sekularic del Melbourne Croatia el mejor técnico y nuevamente Graham Honeyman como el mejor jugador del año.

## Equipos
Todos los equipos clasificados para el torneo:
| - APIA Leichhardt Tigers - Blacktown City FC - Canberra City - Canterbury-Marrickville - Inter Monaro - Marconi Fairfield - Newcastle Rosebud United - Sydney City - Sydney Croatia - Sydney Olympic - St. George Saints - Wollongong City | - Adelaide City - Brisbane City - Brisbane Lions - Brunswick Juventus - Green Gully Cavaliers - Heidelberg United - Footscray JUST - Melbourne Croatia - Preston Lions FC - South Melbourne FC - Sunshine George Cross - West Adelaide |

## Clasificación
| Posición              | Equipo                  | PJ | PG | PE | PP | GF | GC | GD  | Puntos |
| --------------------- | ----------------------- | -- | -- | -- | -- | -- | -- | --- | ------ |
| 1                     | Sydney Croatia          | 22 | 14 | 4  | 4  | 43 | 18 | +25 | 32     |
| 2                     | Sydney Olympic          | 22 | 9  | 9  | 4  | 33 | 22 | +11 | 27     |
| 3                     | St. George Saints       | 22 | 11 | 5  | 6  | 33 | 29 | +4  | 27     |
| 4                     | Marconi Fairfield       | 22 | 9  | 7  | 6  | 35 | 23 | +12 | 25     |
| 5                     | Sydney City             | 22 | 8  | 8  | 6  | 36 | 27 | +9  | 24     |
| 6                     | Newcastle Rosebud       | 22 | 9  | 6  | 7  | 36 | 33 | +3  | 24     |
| 7                     | APIA Leichhardt Tigers  | 22 | 9  | 6  | 7  | 25 | 23 | +2  | 24     |
| 8                     | Wollongong City         | 22 | 9  | 5  | 8  | 26 | 25 | +1  | 23     |
| 9                     | Blacktown City FC       | 22 | 8  | 4  | 10 | 24 | 36 | -12 | 20     |
| 10                    | Canberra City           | 22 | 5  | 6  | 11 | 21 | 27 | -6  | 16     |
| 11                    | Canterbury-Marrickville | 22 | 2  | 7  | 13 | 17 | 41 | -24 | 11     |
| 12                    | Inter Monaro            | 22 | 3  | 5  | 14 | 18 | 43 | -25 | 11     |
| Estadísticas finales. |                         |    |    |    |    |    |    |     |        |

|  |                                       |
|  | Equipos clasificados a eliminatorias. |

| Posición              | Equipo                | PJ | PG | PE | PP | GF | GC | GD  | Puntos |
| --------------------- | --------------------- | -- | -- | -- | -- | -- | -- | --- | ------ |
| 1                     | Brunswick Juventus    | 22 | 11 | 6  | 5  | 37 | 21 | +16 | 28     |
| 2                     | Footscray JUST        | 22 | 10 | 8  | 4  | 29 | 27 | +2  | 28     |
| 3                     | Adelaide City         | 22 | 10 | 7  | 5  | 32 | 19 | +13 | 27     |
| 4                     | Sunshine George Cross | 22 | 8  | 11 | 3  | 26 | 17 | +9  | 27     |
| 5                     | Heidelberg United     | 22 | 9  | 8  | 5  | 35 | 25 | +10 | 26     |
| 6                     | Preston Lions FC      | 22 | 8  | 9  | 5  | 30 | 20 | +10 | 25     |
| 7                     | South Melbourne       | 22 | 10 | 5  | 7  | 27 | 20 | +7  | 25     |
| 8                     | Brisbane Lions        | 22 | 7  | 5  | 10 | 27 | 28 | -1  | 19     |
| 9                     | West Adelaide         | 22 | 7  | 4  | 11 | 26 | 34 | -8  | 18     |
| 10                    | Melbourne Croatia     | 22 | 6  | 6  | 10 | 25 | 33 | -8  | 18     |
| 11                    | Brisbane City         | 22 | 3  | 7  | 12 | 18 | 46 | -28 | 13     |
| 12                    | Green Gully Cavaliers | 22 | 2  | 6  | 14 | 16 | 38 | -22 | 10     |
| Estadísticas finales. |                       |    |    |    |    |    |    |     |        |

|  |                                       |
|  | Equipos clasificados a eliminatorias. |

## Final

### Primer partido
| 12 de octubre de 1986 | Adelaide City | 0-1     | Sydney Olympic | Hindmarsh Stadium, Adelaide     |                                 |
|                       |               | Reporte |                | Asistencia: 12 232 espectadores | Asistencia: 12 232 espectadores |

### Segundo partido
| 19 de octubre de 1984 | Sydney Olympic | 1-3     | Adelaide City | Parramatta Stadium, Sídney                                  |                                                             |
|                       |                | Reporte |               | Asistencia: 14 032 espectadores Árbitro(s): Chris Bambridge | Asistencia: 14 032 espectadores Árbitro(s): Chris Bambridge |

## Premios
- Jugador del año: Graham Arnold (Sydney Croatia)[1]
- Jugador del año categoría sub-21: Ernie Tapai (Melbourne Croatia)[1]
- Goleadores: Graham Arnold (Sydney Croatia - 15 goles)[1]
- Director técnico del año: Drago Sekularic (Melbourne Croatia)[1]

### Otros datos de interés
- Partido con más goles:

- Sydney City 7-0 St George
- Adelaide City 7-1 Footscray JUST